# 韓璞
韓 璞（かん はく、生没年不詳）は、五胡十六国時代前涼の人物。

## 生涯
涼州刺史張寔に仕え、太府司馬の地位にあった。
317年1月、張寔は漢（前趙）征伐の軍を興すと、韓璞は滅寇将軍田斉・撫戎将軍張閬・前鋒督護陰預と共に歩騎1万を率いて東へ向かった。この時、討虜将軍陳安・安故郡太守賈騫・隴西郡太守呉紹らはそれぞれ郡兵を率いて呼応し、韓璞らの前駆となった。出兵前、張寔は韓璞を戒め「以前諸将を遣わした際、各々の意志が異なり、動きを同じくすることが出来ず、作戦は阻まれた。内部で和親が出来ていないのに、他人を従わせることなど出来るわけがない。今、五将の統率を卿に任せるので、一体となり行動を起こすのだ。我の耳に不和の連絡が届かない事を願う。」と伝えた。
韓璞は南安にまで軍を進めたものの、諸々の羌族により進路を阻まれた。両軍は百日余りに渡って対峙したので、韓璞軍の兵糧･矢は尽きてしまい、韓璞は牛を殺して軍糧とし、兵卒に振舞った。進退窮まった韓璞は涙ながらに「汝らは父母に会いたいか。」と、彼らに向けて言った。続いて「妻子に会いたいか。」と尋ね、さらに「生きて帰りたいか。」と尋ねた。皆、答えは同じであった。最後に「ならばわが命令に従うか。」と尋ねると、皆「将軍に従います。」と答えた。かくして、韓璞は鼓譟しつつ、敵軍に最後の総攻撃を掛けた。このとき、張閬が金城の軍を率いて到着したため、挟撃して敵軍を大破し、数千の首級を挙げた。しかし、韓璞軍はそれ以上進軍を継続出来なかったので、引き返した。
319年1月、上邽に割拠する南陽王司馬保は陳安より攻撃を受け、祁山へ逃れた。韓璞は張寔の命により、歩騎五千を率いて司馬保救援に向かった。これにより陳安は軍を退いて綿諸を守ったので、司馬保は上邽へ再び帰還する事が出来た。
320年6月、張寔が没すると、弟の張茂が継いだ。
322年12月、張茂の命により、韓璞は隴西・南安の地に出征すると、各地の攻略に当たった。無事平定を果たすと、秦州を設置してから帰還した。
323年8月、前趙の皇帝劉曜が隴上から西進して涼州へ襲来し、将軍劉咸を派遣して冀城を守る韓璞を攻撃した。張茂は平虜将軍陳珍に歩騎千八百を与えて韓璞の救援に向かわせると、陳珍は前趙軍を撃破して南安を奪還した。
324年5月、張茂が没すると、甥の張駿が継いだ。
327年5月、張駿の命により、韓璞は武威郡太守竇濤・金城郡太守張閬・武興郡太守辛岩・揚烈将軍宋輯らと共に数万の兵を率い、前趙の秦州諸郡攻略に向かった。劉曜は子の南陽王劉胤を派遣して迎撃を命じ、狄道城に駐屯させると、枹罕護軍辛晏は救援を要請した。7月、韓璞は辛岩と共に枹罕救援に向かうと、進んで沃干嶺に拠った。辛岩は速戦を主張したが、韓璞は前趙の背後に後趙がいる事から敵は長く戦を継続できないと判断し、持久戦の構えを取った。10月、70日余りに渡って対峙するうちに軍糧が底を突いたので、韓璞は辛岩を派遣して金城から食糧を輸送させようとした。劉胤はこれを聞くと冠軍将軍呼延那奚に親御郎（公卿以下の子弟で勇幹な者を集めて構成された部隊）三千を与えて糧道を絶たせ、劉胤自らは騎兵3千率いて沃干嶺を襲撃して辛岩を破った。さらに劉胤は渡河すると韓璞の陣営を吸収したので、韓璞軍は総崩れとなって潰走してしまった。劉胤は勝ちに乗じて追撃し、河を渡ると令居を攻略し、2万を討ち取った。さらに振武まで進出すると、河西の民は大いに動揺し、張閬・辛晏は数万の兵を従えて前趙に降伏した。こうして張駿は河南の地を失陥した。韓璞が面縛して自らの罪を謝罪すると、張駿は「これは孤の罪であり、将軍がどうして辱じることがあろうか」と述べ、一切罪に問わなかった。
これ以降の事績は不明である。